# Robert Vonnoh

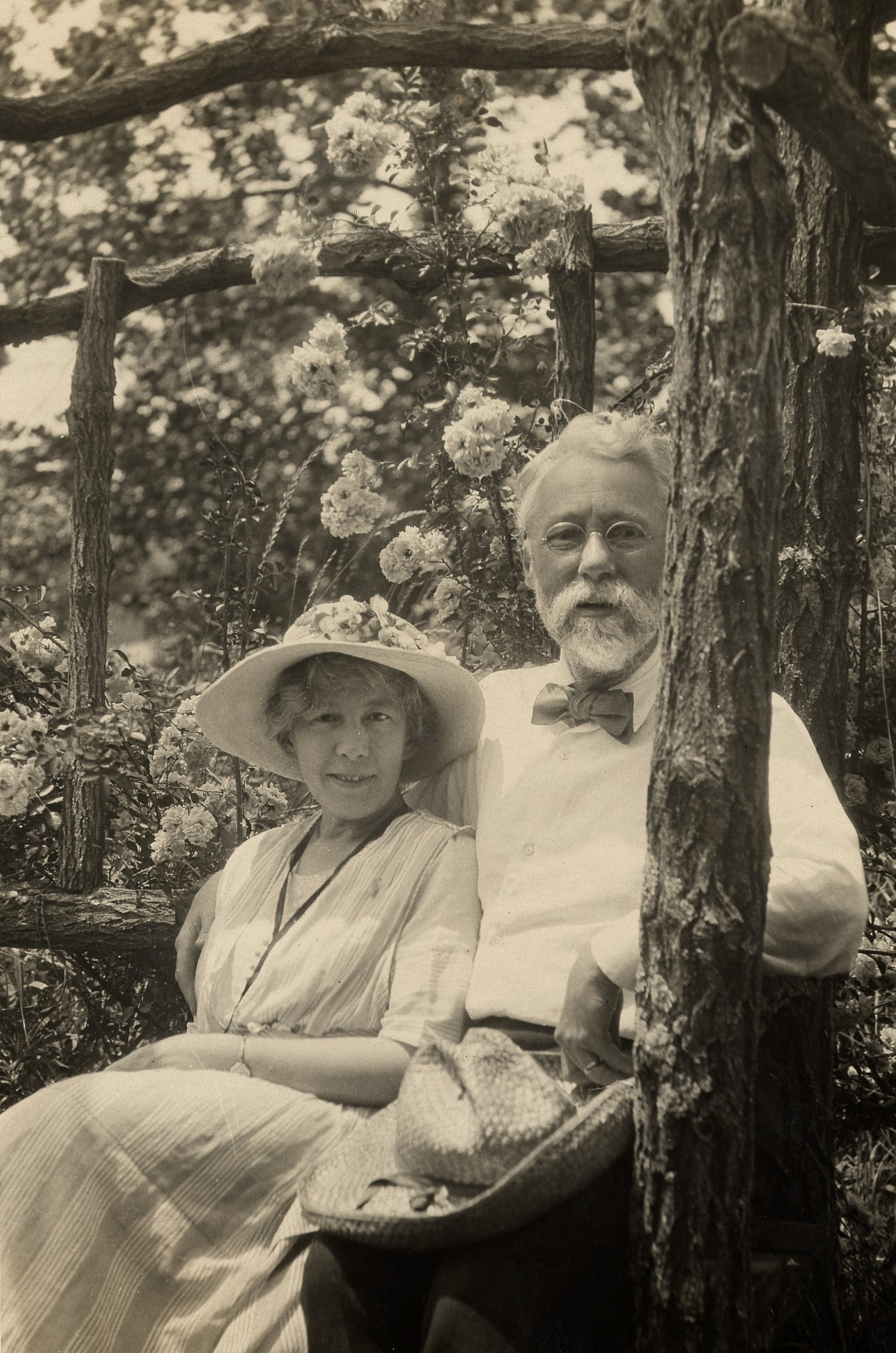
Vonnoh en zijn vrouw Bessie, 1930

Robert William Vonnoh (Hartford, Connecticut, 17 september 1858 – Nice, 27 december 1933) was een Amerikaans kunstschilder. Hij wordt gerekend tot het impressionisme.

## Leven en werk
Vonnoh was de zoon van Duitse immigranten. Hij ging al vroeg in de leer als lithograaf en volgde daarna kunststudies aan de Massachusetts Normal Art School en later bij Edmund Tarbell. Van 1881 tot 1883 studeerde hij te Parijs aan de Académie Julian, onder Gustave Boulanger en Jules Joseph Lefebvre. In die periode maakte hij ook kennis met het impressionisme.

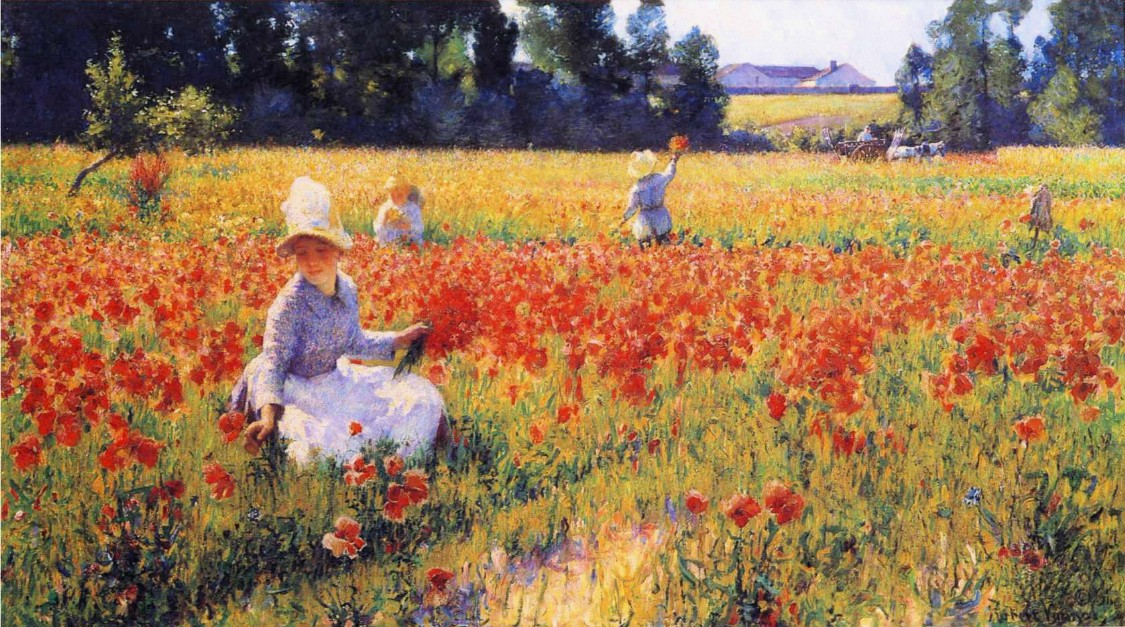
Coquelicots, 1890

Terug in Amerika ging Vonnoh doceren aan diverse kunstacademies in Boston en later ook Pennsylvania. In 1887 keerde hij terug naar Frankrijk, waar hij zich opnieuw inschreef bij de Académie Julian. Een tijd lang maakte hij ook deel uit van een kunstenaarskolonie te Grez-sur-Loing. Hij exposeerde te Parijs op de Wereldtentoonstelling van 1889 en met twaalf werken op de Wereldtentoonstelling van 1900.
In 1886 huwde Vonnoh de beeldhouwster Bessie Potter (1872–1955), met wie hij gedurende de rest van zijn leven voortdurend op en neer bleef pendelen tussen de Oostkust van de Verenigde Staten en Frankrijk. Hij groeide uit tot een belangrijke exponent van het Amerikaans impressionisme. Hij maakte vooral naam met zijn landschappen en portretten. Exemplarisch voor zijn stijl is zijn schilderij Coquelicots (1890), geschilderd in een expressieve penseelvoering, waarmee hij het rood van de papavers fel laat opkleuren. Later werd het schilderij ook wel bekend als In Flanders Field - Where Soldiers Sleep and Poppies Grow, naar een gedicht van John McCrae over de Eerste Wereldoorlog. Coquelicots werd in 1891 met veel succes tentoongesteld in de Parijse salon. Momenteel bevindt het schilderij zich in Youngstown, Ohio.
Na de eeuwwisseling ontwikkelde de stijl van Vonnoh zich meer richting het estheticisme. In 1905 maakte hij een tijdlang deel uit van een kunstenaarsacademie te Old Lyme, Connecticut, samen met de impressionisten Childe Hassam en Willard Metcalf. In 1906 werd hij lid van de National Academy of Design. Van 1907 tot 1912 verbleef hij wederom in Frankrijk. Ook zijn laatste levensjaren zou hij in Frankrijk doorbrengen, in Grez-sur-Loing. Hij overleed in 1933 te Nice, op 75-jarige leeftijd, aan een hartaanval.

## Galerij

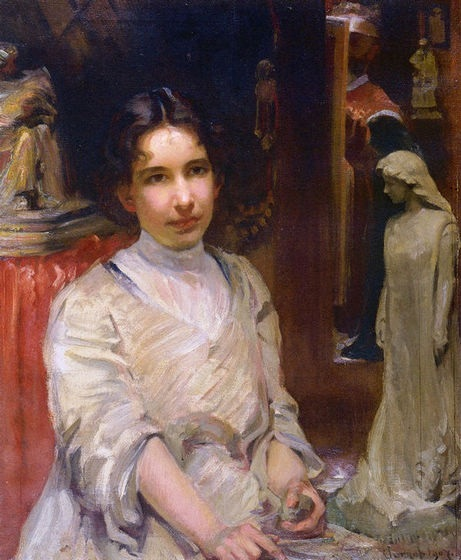
Bessie Potter
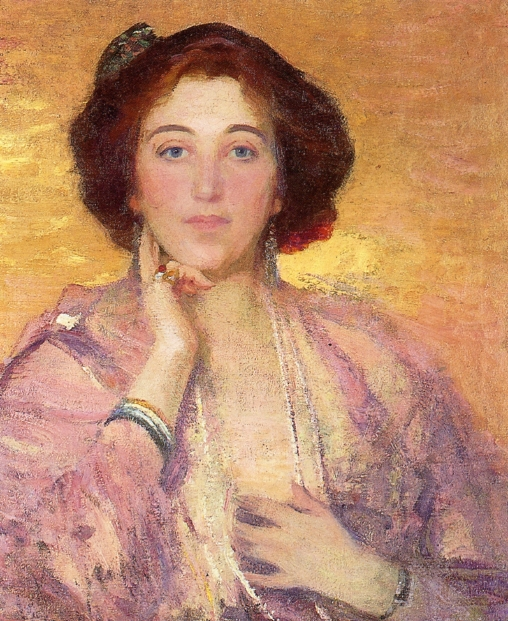
Fire Opal
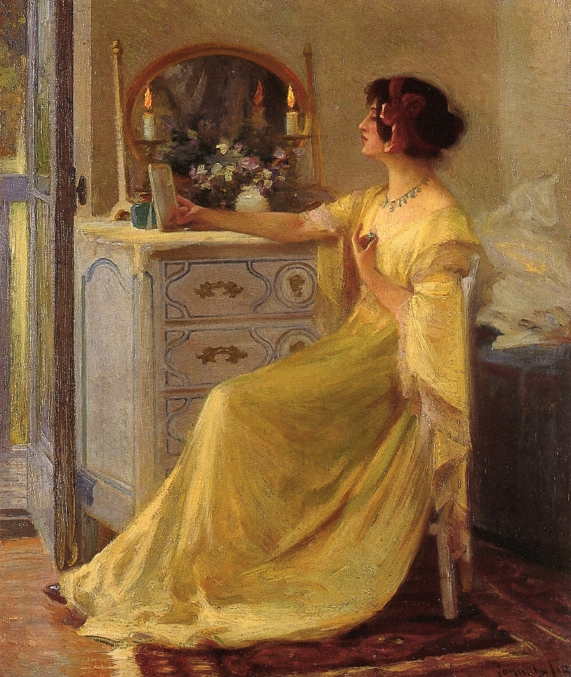
Bessie Potter Vonnoh at Her Dressing Table
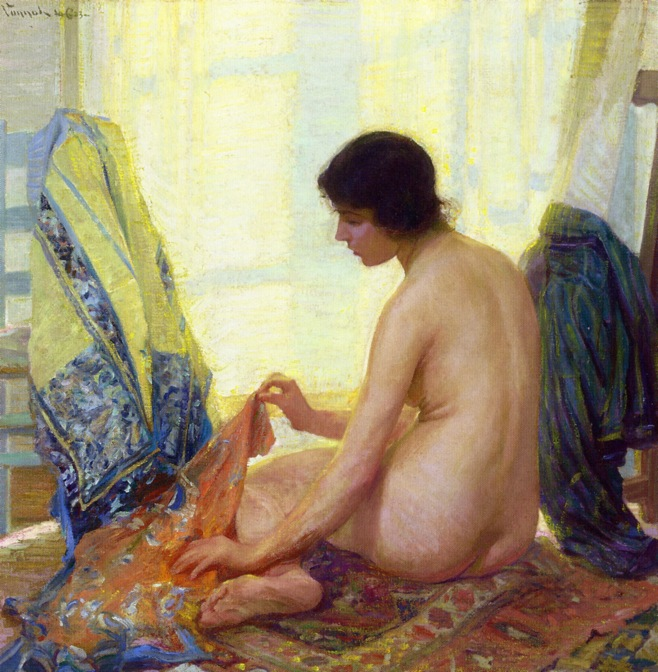
Leah
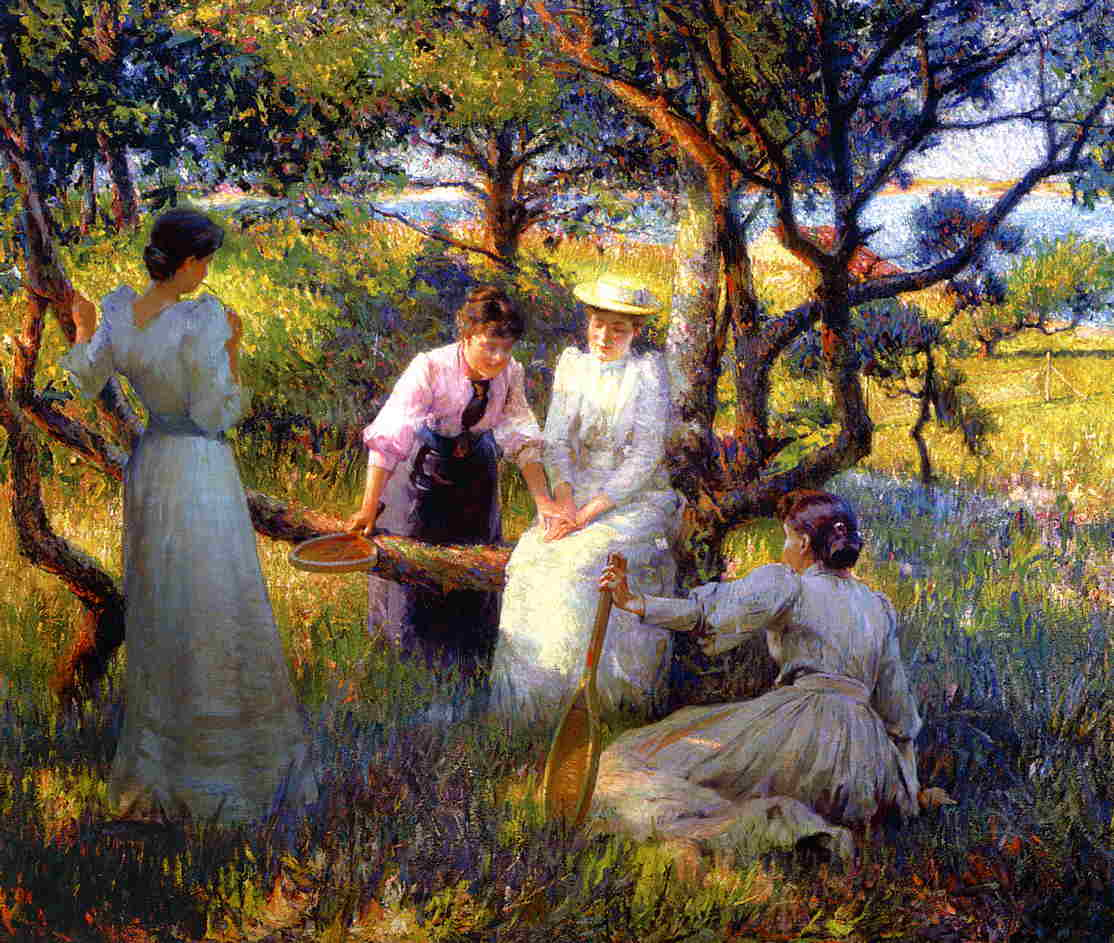
De Ring
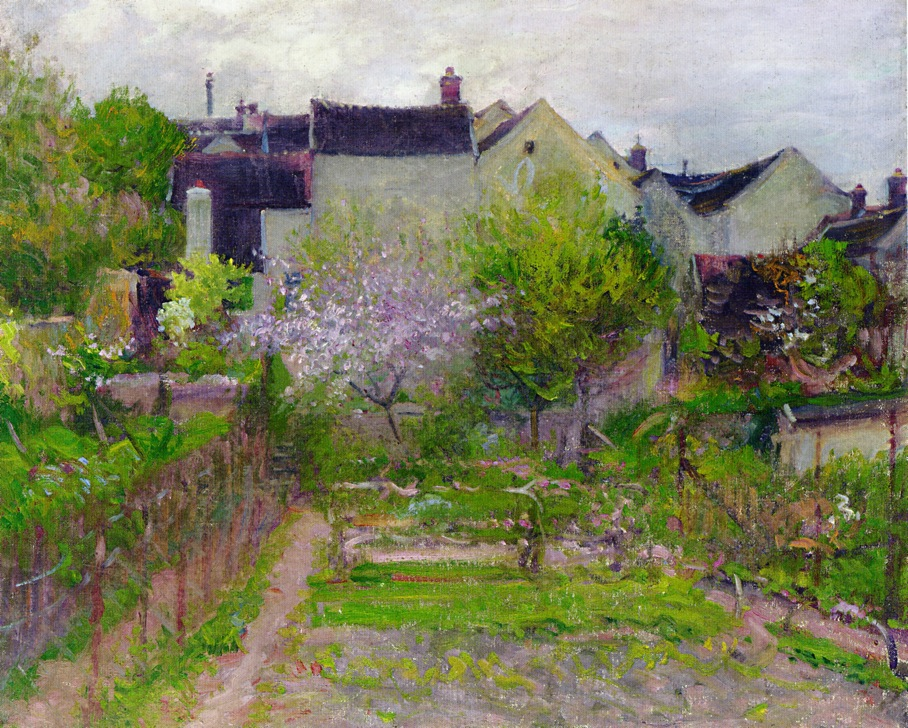
Grez-sur-Loing
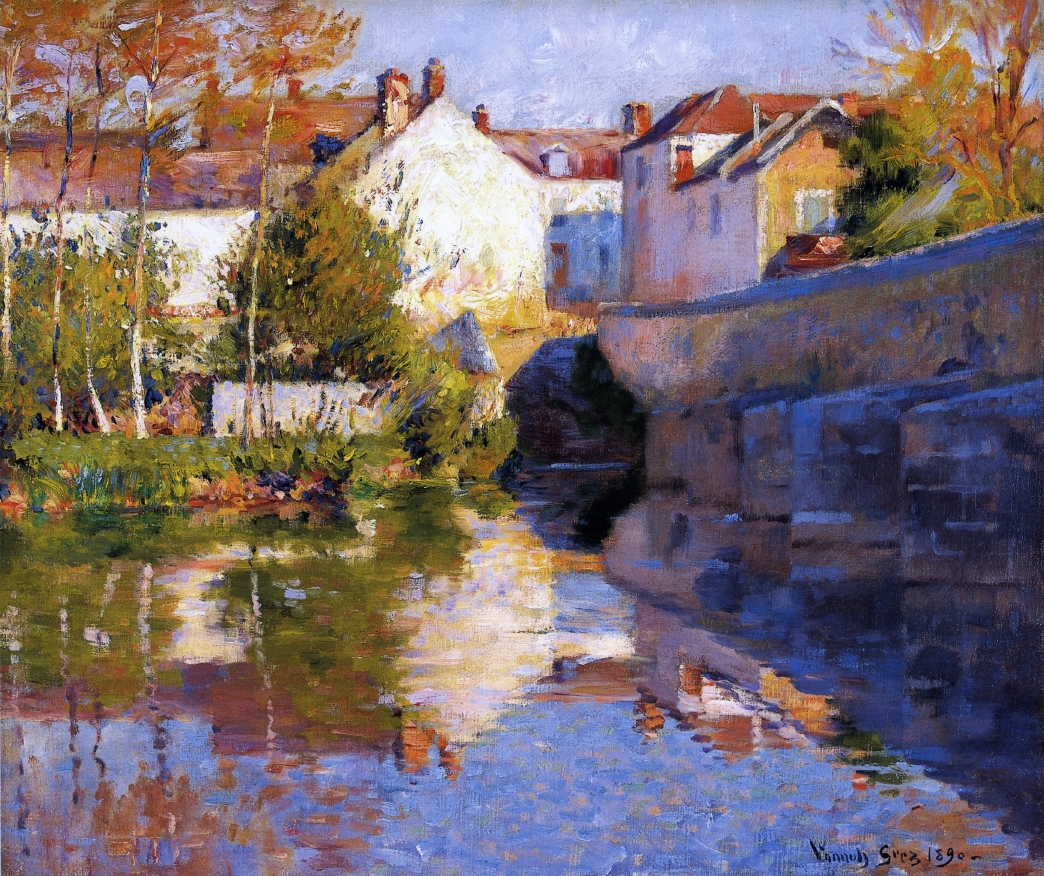
Beside the River (Grez)
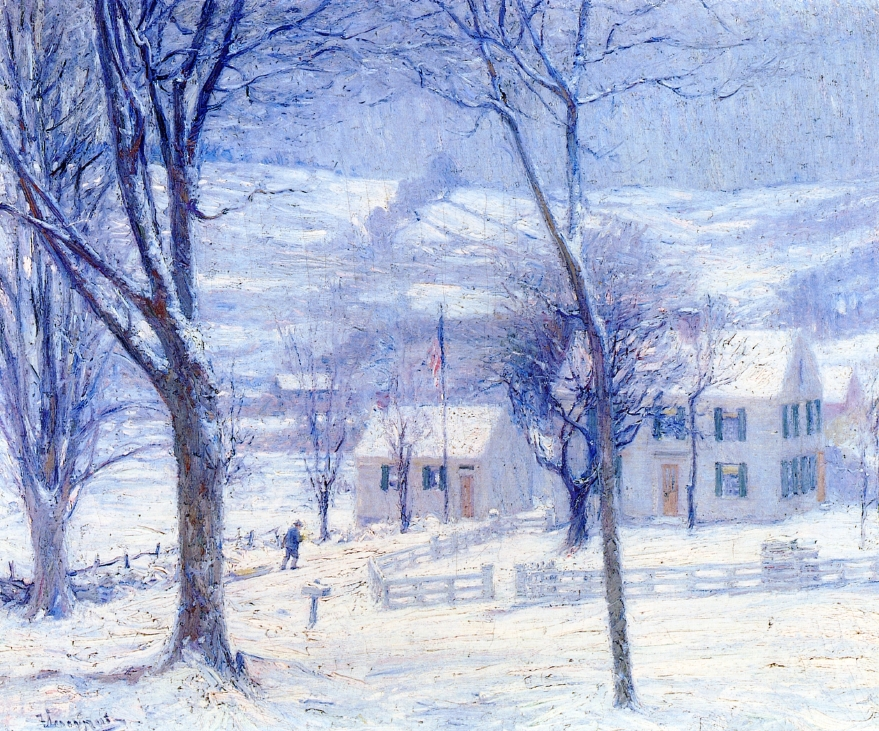
Late for School
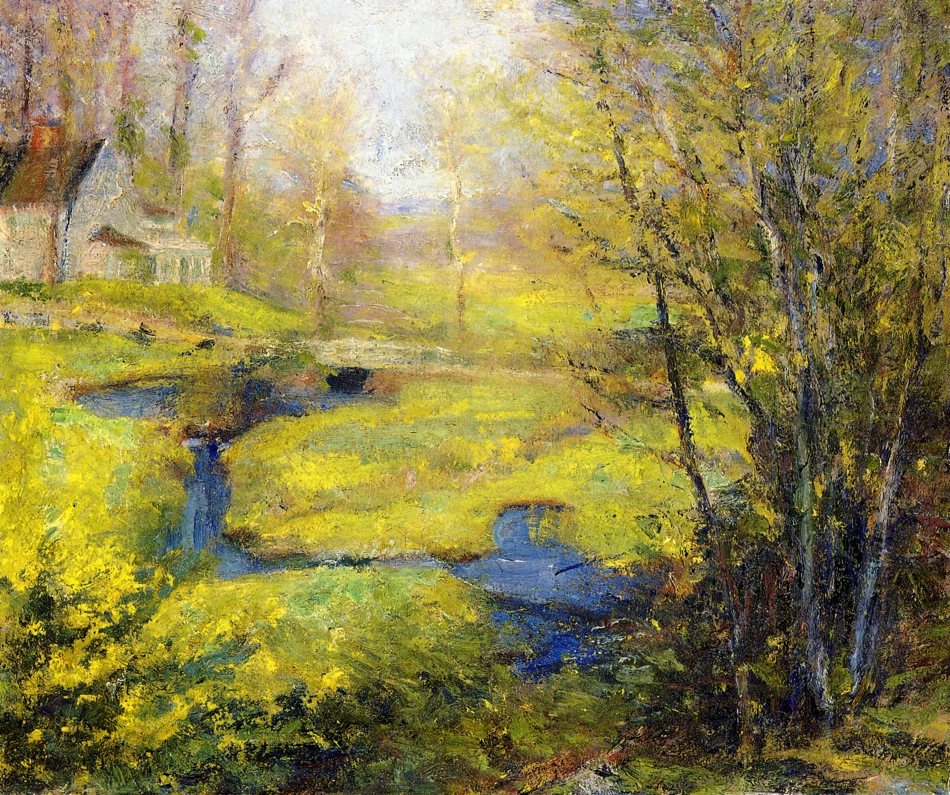
Springtime
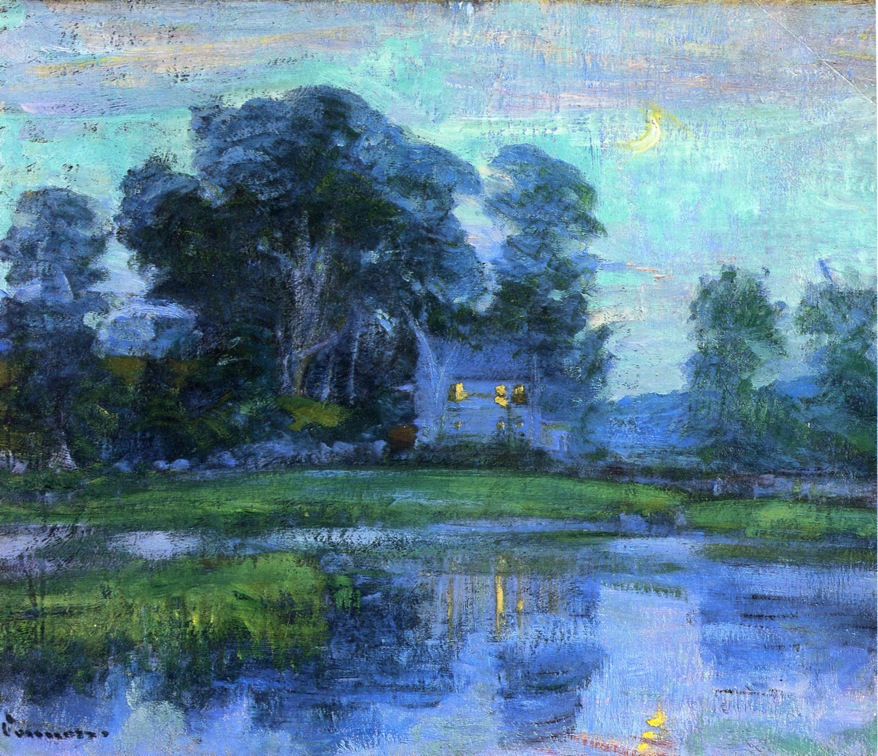
At Eventime